# Das letzte Streichholz
Das letzte Streichholz (ted. L'ultimo fiammifero) è il secondo singolo tratto dal nono album della band industrial metal tedesca OOMPH!. La copertina ritrae una donna dagli occhi color fuoco, il quale è raffigurato attorno alla copertina.

## Tracce[1]
1. Das letzte Streichholz - 3.36
2. Mein Schatz - 3.38
3. Der Präsident ist tot - 4.24
4. Die Hölle kann warten
5. Das letzte Streichholz ([:SITD:] Remix)